# أدريان جاكسون
أدريان جاكسون (بالإنجليزية: Adrian Jackson)‏ هو مخرج بريطاني، ولد في القرن العشرين.